# Miranda Ulens
Miranda Ulens (Sint-Truiden, 25 januari 1969) is een Belgische syndicaliste.

## Levensloop
Ze doorliep haar humaniora aan het Heilig Grafinstituut te Sint-Truiden. In 1987 studeerde ze rechten aan de KU Leuven, maar in 1989 zette ze deze studies stop. Vervolgens behaalde ze in 1992 haar graduaat financiën aan het Provinciaal Hoger Handelsinstituut (PHHI) te Hasselt, in 1998 haar kandidatuur sociologie aan de Vrije Universiteit Brussel (VUB) en in 2001 haar licentiaat bestuurswetenschappen aan de VUB. Deze studies combineerde ze vanaf 1993 met een functie van loketbediende bij het Gemeentekrediet. In 1997 ging ze aldaar aan de slag op de vormingsdienst.
In 2003 ging ze aan de slag bij BBTK, eerst als adjunct-secretaris voor de sector financiën te Brussel en vervolgens als secretaris voor deze sector. In 2012 werd ze vakbondssecretaris voor de sector diensten voor Brussel-Halle-Vilvoorde en vanaf 2013 verantwoordelijke voor BBTK Brussel Halle Vilvoorde en politiek woordvoerster voor BBTK Vlaams-Brabant. Sinds 24 oktober 2014 is ze federaal secretaris van het ABVV.
Op 30 mei 2018 volgde ze Rudy De Leeuw als voorzitter van het Vlaams ABVV en Robert Vertenueil als algemeen secretaris van het ABVV op. Sinds 2025 is zij algemeen secretaris van het Vlaams ABVV. Bert Engelaar volgt haar op als algemeen secretaris van het federaal ABVV.